# Zentral-Shaanxi-Ebene
Die Zentral-Shaanxi-Ebene (engl. Central Shaanxi Plain) oder Weihe- bzw. Wei-He-Ebene (Wei He pingyuan 渭河平原) – auch Guanzhong-Ebene oder Guanzhong-Flachland (关中平原 Guānzhōng píngyuán, „Ebene Fläche zwischen [den] Pässen“ (gegenläufige Wortfolge)) bzw. Weihe (Wei He)-Becken (Wei He pendi) oder Guanzhong-Becken (Guanzhong pendi) genannt – ist eine ca. 13.000 Quadratkilometer große Ebene im Herzen der chinesischen Provinz Shaanxi. Die historischen Städte Xi’an und Xianyang liegen in ihr. Sie ist bekannt für ihr altes Be- und Entwässerungswesen (s. Zheng-Guo-Kanal) und ist ein wichtiges chinesisches Landwirtschaftsgebiet.
In der Ebene befinden sich mehrere neolithische Stätten.
In der Zeit der streitenden Reiche zwischen 475 v. Chr. und 221 v. Chr. war die Ebene das Kernland des Staates Qin (秦).